# Luboml (stacja kolejowa)
Luboml (ukr: Станція Любомль) – stacja kolejowa w Lubomlu, w obwodzie wołyńskim, na Ukrainie. Jest częścią Kolei Lwowskiej. 
Znajduje się na linii Kowel – Jagodzin, między stacjami Maciejów (23 km) i Jahodyn (10 km).

## Historia
Stacja została otwarta w 1877 roku podczas budowy linii Kowel - Jagodzin.
Na stacji zatrzymują się tylko pociągi podmiejskie.

## Linie kolejowe
- Kowel – Jagodzin